# Gotham City (canción de R. Kelly)
«Gotham City» es una canción del cantante de R. Kelly, basada en la ciudad ficticia del mismo nombre. La canción formó parte de la banda sonora de Batman & Robin, y alcanzó el número 9 en las listas Billboard Hot 100 y Hot R&B/Hip-Hop. En Europa, la canción alcanzó el top 10 en Alemania, Hungría, los Países Bajos, Suecia, Suiza y el Reino Unido, y dentro del top 20 en Islandia, Irlanda y Escocia.

## Vídeo musical
El vídeo musical está dirigido por Hype Williams. En el video, Kelly es visto conduciendo su motocicleta y el Batmóvil alrededor de la ciudad de Nueva York, también pasa por el Times Square. El vídeo para el remix también está dirigido por Williams.

## Posicionamiento en listas
| Lista (1997)                           | Máxima posición |
| -------------------------------------- | --------------- |
| Australia (ARIA)                       | 100             |
| Austria (Ö3 Austria Top 40)            | 7               |
| Bélgica (Flandes) (Ultratop 50)        | 27              |
| Bélgica (Valonia) (Ultratop 50)        | 26              |
| Escocia (OCC)                          | 14              |
| Estados Unidos (Billboard Hot 100)     | 9               |
| Estados Unidos (Hot R&B/Hip-Hop Songs) | 9               |
| Estados Unidos (Mainstream Top 40)     | 21              |
| Estados Unidos (Rhythmic)              | 18              |
| Europa (Eurochart Hot 100)             | 15              |
| Alemania (Offizielle Deutsche Charts)  | 3               |
| Hungría (Mahasz)                       | 8               |
| Irlanda (IRMA)                         | 15              |
| Nueva Zelanda (Recorded Music NZ)      | 20              |
| Noruega (VG-lista)                     | 10              |
| Países Bajos (Dutch Top 40)            | 6               |
| Países Bajos (Mega Single Top 100)     | 9               |
| Reino Unido (UK Singles Chart)         | 3               |
| Reino Unido (UK R&B Chart)             | 1               |
| Suecia (Sverigetopplistan)             | 9               |
| Suiza (Schweizer Hitparade)            | 9               |